# PTRD
PTRD (rusko: Противотанковое ружьё Дегтярёва (ПТРД) - protitankovska puška Degtjarjova) je sovjetska protitankovska puška, ki jo je uporabljala Rdeča armada od leta 1941 naprej. Izstreljevala je naboj 14,5x114. Puška ni imela magazina, vsak naboj je bil potrebno posebej naložiti. Sicer PTRD ni bila zmožna prebiti sprednjega oklepa nemških tankov, je pa lahko prebila stranski oklep tankov, ki so se uporabljali na začetku vojne. In tudi v tem primeru je moral biti strelec zelo blizu.

## Uporabnice
- Jugoslavija[3]
- Sovjetska zveza
- Tretji rajh

- Slovenski partizani[4]